# الترجي الرياضي التونسي (كرة اليد)

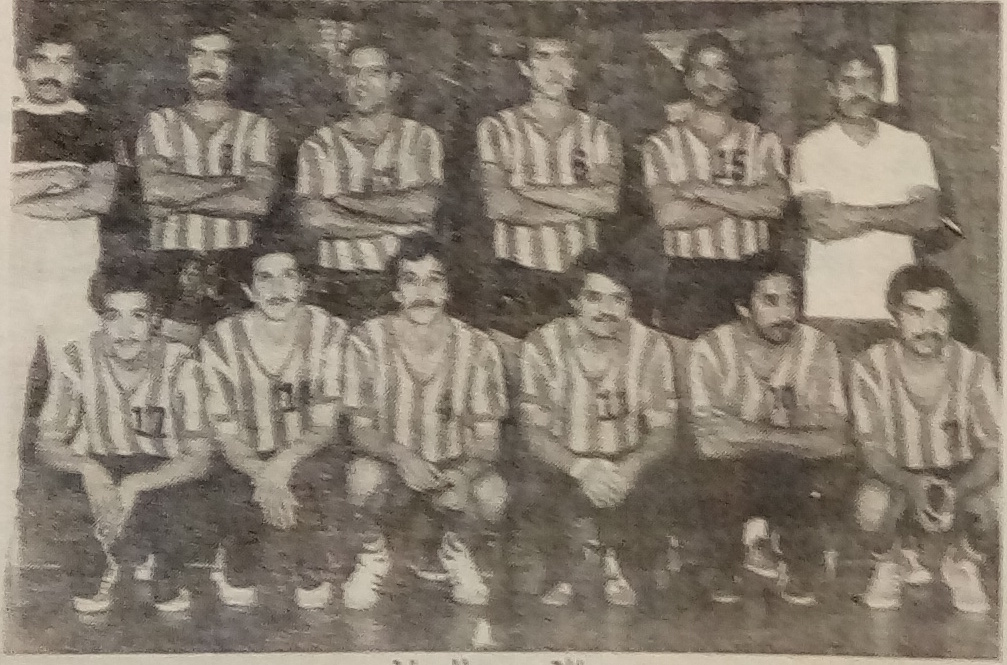
فريق الترجي الرياضي التونسي لكرة اليد سنة 1980

تأسس فرع كرة اليد بالترجي الرياضي التونسي سنة 1957، و تمكن الفريق من الصعود إلى الدرجة الأولى سنة 1959. و في أول موسم له في القسم الوطني 1959–1960 تمكن من إنهاء الموسم في المرتبة الثانية وفاز بلقب الكأس.

## سجل ألقاب النادي
يتصدر الترجي الرياضي النوادي التونسية في الفوز بالبطولات والكؤوس الوطنية، وقد فاز بثنائي البطولة والكأس 18 مرة :
- بطل تونس  ★★★ (37):

منها 15 سنة متوالية، وهو بذلك يتصدر الفرق التونسية من حيث عدد البطولات:
1967، 1969، 1971، 1972، 1973، 1974، 1975، 1976، 1977، 1978، 1979، 1980، 1981، 1982، 1983، 1984، 1985، 1991، 1992، 1993، 1995، 1997، 2004، 2005، 2009، 2010، 2012، 2013، 2014، 2016، 2017، 2019، 2020، 2021، 2022، 2023، 2024، 2025 .
- كأس تونس  ★★ (29):

ويتصدر الفرق التونسية الفائزة بالكؤوس، وإذا استثنينا عام 1977 التي ألغي فيها الدور النهائي بين الترجي الرياضي والنادي الرياضي لحمام الأنف، فإن الترجي فاز بالكأس 16 مرة بصفة متوالية:
1960، 1970، 1971، 1972، 1973، 1974، 1975، 1976، 1978، 1979، 1980، 1981، 1982، 1983، 1984، 1985، 1986، 1992، 1993، 1994، 1995، 2002، 2005، 2006، 2013، 2018، 2021، 2022، 2024 .
الدور النهائي : 1961، 1962، 1963، 1965، 1968، 1990، 2014، 2019، 2020.
- كأس السوبر التونسي  (2): 2000، 2002.

- كأس الجامعة  (1): 2019.

- البطولة العربية لكرة اليد  (7): 1976، 1977، 1978، 1979، 2018، 2021، 2022.

الدور النهائي  (2): 1980، 2001.
- كأس العرب للأندية الفائزة بالكؤوس  (1): 2013.

- كأس السوبر العربي  (1): 2019.

- دوري أبطال أفريقيا لكرة اليد  (2): 2013، 2022.

الدور النهائي  (4): 1993، 2005، 2016، 2017.
- كأس إفريقيا للأندية الفائزة بالكأس  (4): 2003، 2014، 2015،2024[3]

الدور النهائي  (2): 2004، 2016.
- كأس السوبر الأفريقي لكرة اليد  (2): 2014، 2016.

الدور النهائي  (2): 2004، 2015.
- بطولة العالم للأندية لكرة اليد : 4 مشاركات.

المرتبة الخامسة (3): 2014، 2016، 2022.
المرتبة السادسة (1): 2017.

## إنجازات النادي
- فاز الفريق بثنائي البطولة والكأس المحلية 15 مرة تواليا بين سنتي 1971 و1985 و هو إنجاز فريد.
- الترجي الرياضي التونسي هو أول فريق في إفريقيا والوحيد الفائز بالثلاثية في نفس الموسم 2013–2014 : دوري أبطال أفريقيا لكرة اليد، كأس إفريقيا للأندية الفائزة بالكأس وكأس السوبر الأفريقي لكرة اليد.

## أبرز اللاعبين
- وسام حمام
- عصام تاج
- هيكل مقنم
- محمود الغربي
- جلال الدين التواتي
- كريم الزغواني
- منصف الحجار
- محمد القمري
- محمد مادي
- عبد الجليل بوعناني
- الحبيب ياقوتة
- منير الجليلي
- فوزي الصبابتي
- نجيب بن ثاير
- منصف بسباس
- خالد عاشور
- أسامة البوغانمي
- طارق جلوز
- أسامة الجزيري

## وصلات خارجية
- الترجي الرياضي التونسي
- الموقع الرسمي للترجي الرياضي التونسي.